# Haxtum
Haxtum ist ein Stadtteil der Stadt Aurich in Ostfriesland. Er grenzt unmittelbar an die Auricher Kernstadt an und nimmt in puncto Fläche den zweitletzten Rang (noch vor Popens) unter den Auricher Stadtteilen ein. In Bezug auf die Einwohnerzahl ist Haxtum mit rund 1800 Einwohnern einer der mittelgroßen Auricher Stadtteile. Der Stadtteil wird vom Ems-Jade-Kanal durchflossen, der auf zwei Brücken im Stadtteilgebiet überquert werden kann. Am südöstlichen Ufer des Kanals befindet sich der Ortsteil Haxtumerfeld, der Anfang des 19. Jahrhunderts als Ausbausiedlung gegründet wurde.

## Gliederung
Haxtum gehört zusammen mit Extum, Walle, Kirchdorf und Wallinghausen zu den ältesten Siedlungsplätzen des Auricherlandes. Der Name geht zurück auf den Rufnamen Haxte, verbunden mit -heim, aus dem im Laufe der Zeit -um wurde – wie bei vielen Orten im nordwestdeutschen Raum. Wie der heutige Nachbarstadtteil Extum auch, wurde Haxtum 1431 erstmals urkundlich erwähnt.
Schon vor der niedersächsischen Gebietsreform schlossen sich die vier damals selbstständigen Gemeinden Extum, Haxtum, Rahe und Kirchdorf zur Samtgemeinde Upstalsboom im Jahre 1965 zusammen. Diese hatte sieben Jahre Bestand, danach wurden die genannten Ortsteile am 1. Juli 1972 in die Stadt Aurich eingemeindet. Aufgrund der Zentrumsnähe ist Haxtum in den vergangenen vier Jahrzehnten seit der Kommunalreform deutlich gewachsen.

## Politik

### Ortsrat
Der Ortsrat, der die Auricher Ortsteile Extum, Haxtum, Kirchdorf und Rahe gemeinsam vertritt, setzt sich aus sieben Mitgliedern zusammen. Die Ratsmitglieder werden durch eine Kommunalwahl für jeweils fünf Jahre gewählt. Die aktuelle Amtszeit begann am 1. November 2021 und endet am 31. Oktober 2026.
Bei der Kommunalwahl 2021 ergab sich folgende Sitzverteilung:
| Ortsrat 2021Insgesamt 7 Sitze - SPD: 4 - GAP: 1 - AWG: 1 - CDU: 1 |

### Ortsbürgermeisterin
Ortsbürgermeisterin ist Antje Harms (SPD).

## Wirtschaft und Infrastruktur

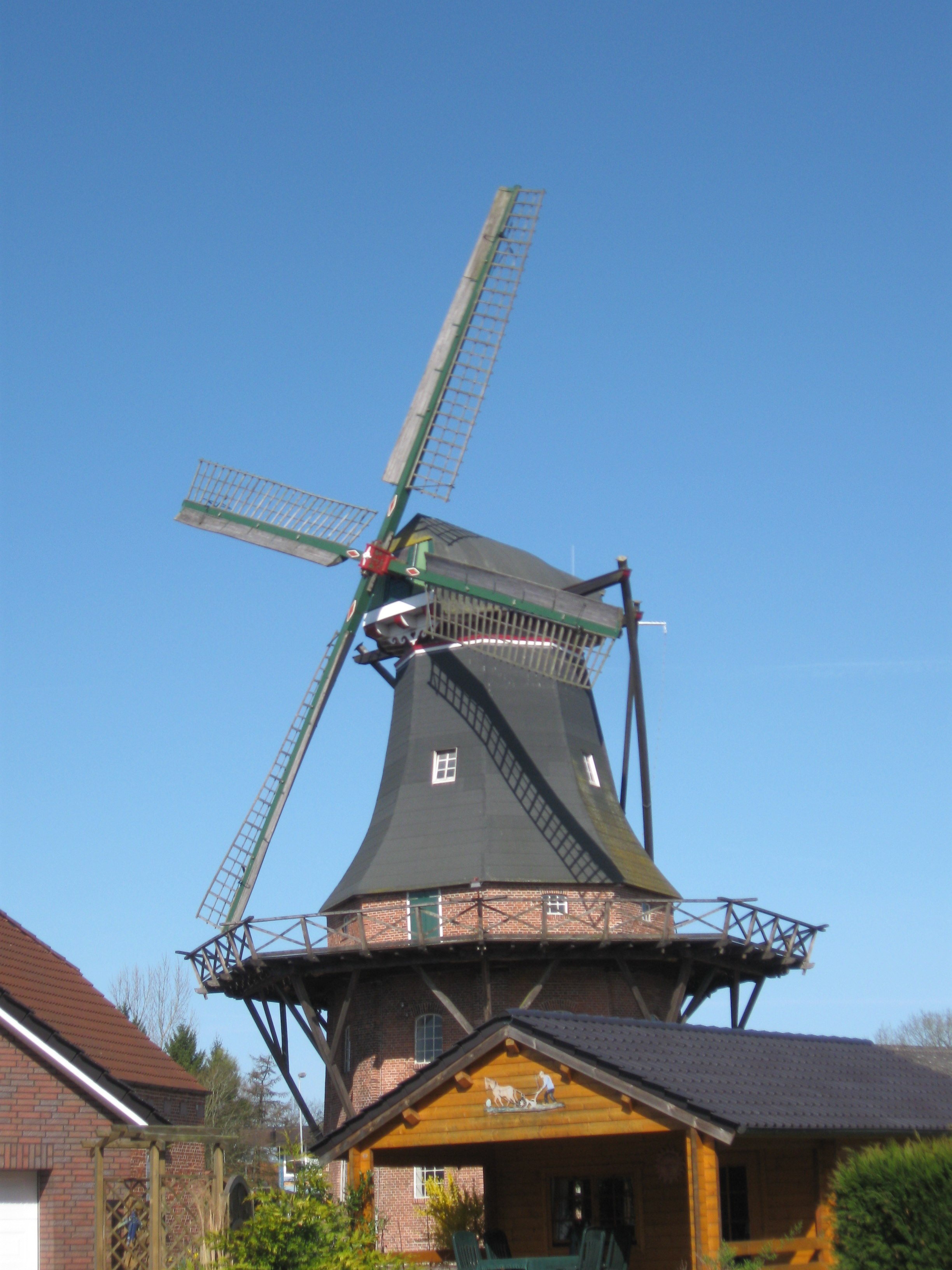
Haxtumer Mühle

In der Gemarkung der Stadtteile Extum und Haxtum befindet sich das Schulzentrum der Kreisstadt. Größte Bildungseinrichtung ist die Integrierte Gesamtschule Aurich-West, mit 1800 Schülern größte Gesamtschule in Ostfriesland. Daneben befinden sich die Berufsbildenden Schulen Aurich im Schulzentrum, einer von zwei BBS-Standorten im Landkreis neben Norden. Darüber hinaus befinden sich im Schulzentrum zwei Förderschulen mit den Schwerpunkten körperliche und motorische Entwicklung sowie Lernen. Nicht im Schulzentrum, sondern näher am Ortskern liegt die Grundschule Upstalsboom für die Kinder der Stadtteile Haxtum, Extum, Rahe und Kirchdorf. Im Übergangsbereich zwischen Haxtum und der Kernstadt liegt die Auricher Kreisvolkshochschule.

### Verkehr
Der Stadtteil wird von der Landesstraße 1 (Aurich–Oldersum) durchzogen. Im ländlich geprägten Haxtumerfeld wird Landwirtschaft betrieben. Zu den Sehenswürdigkeiten Haxtums zählt die 1885 erbaute Haxtumer Mühle. Sie wird mittlerweile nicht mehr als solche genutzt, sondern ist ein Baudenkmal und dient als Landhandel.